# Freycinetia
Freycinetia är ett släkte av enhjärtbladiga växter. Freycinetia ingår i familjen Pandanaceae.

## Bildgalleri

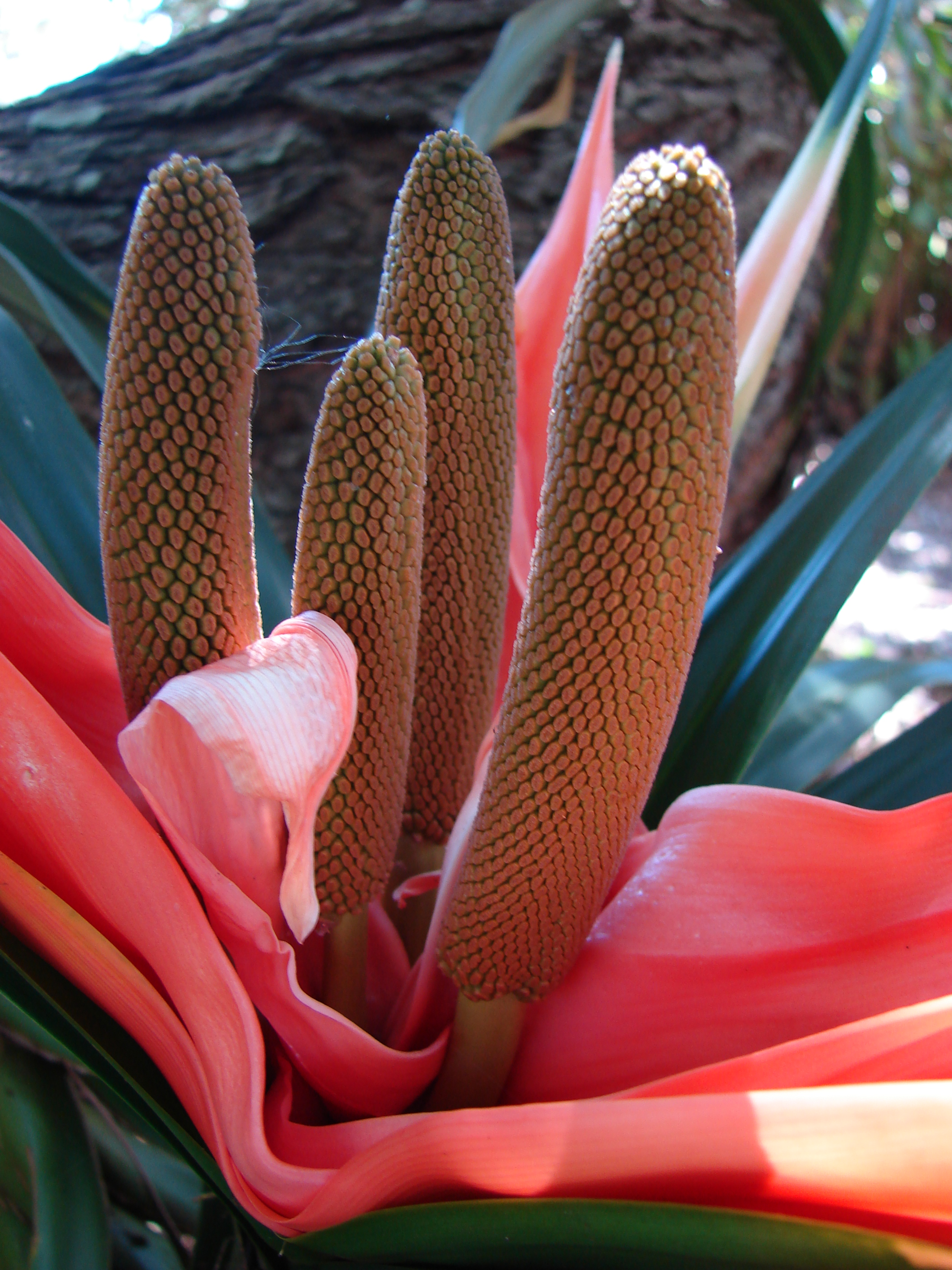
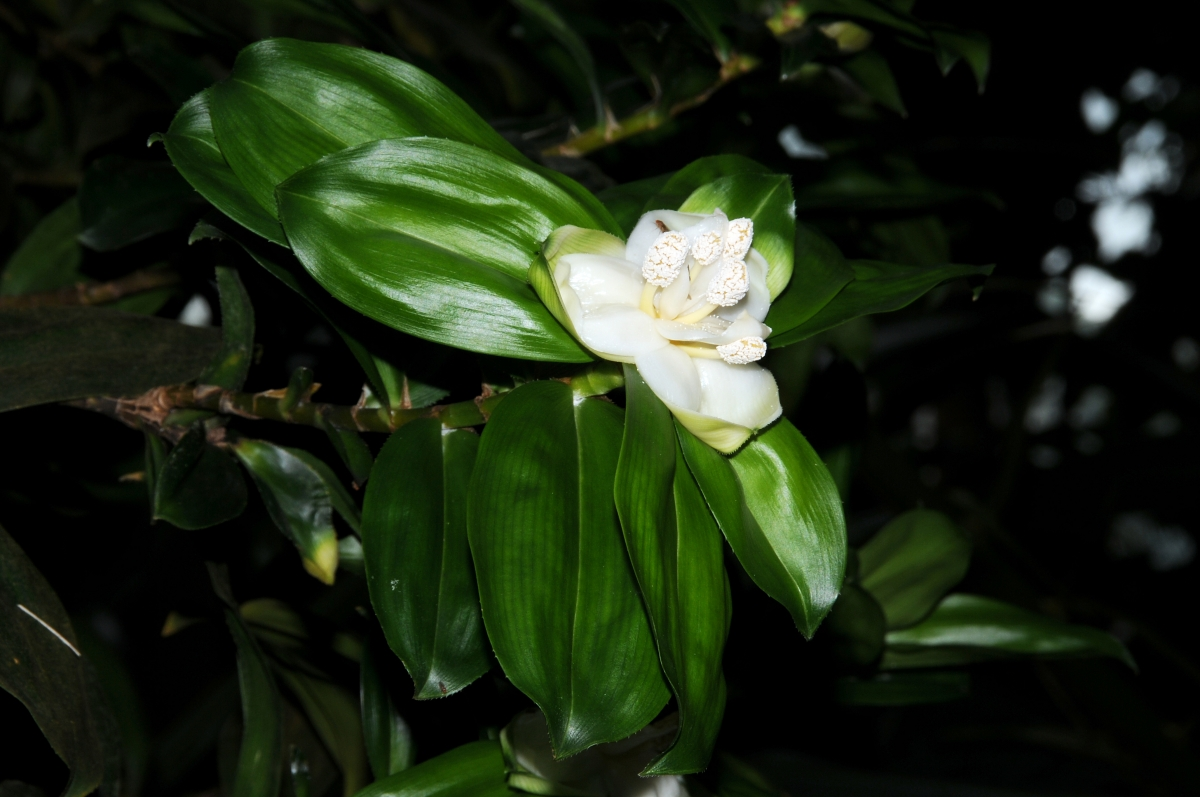
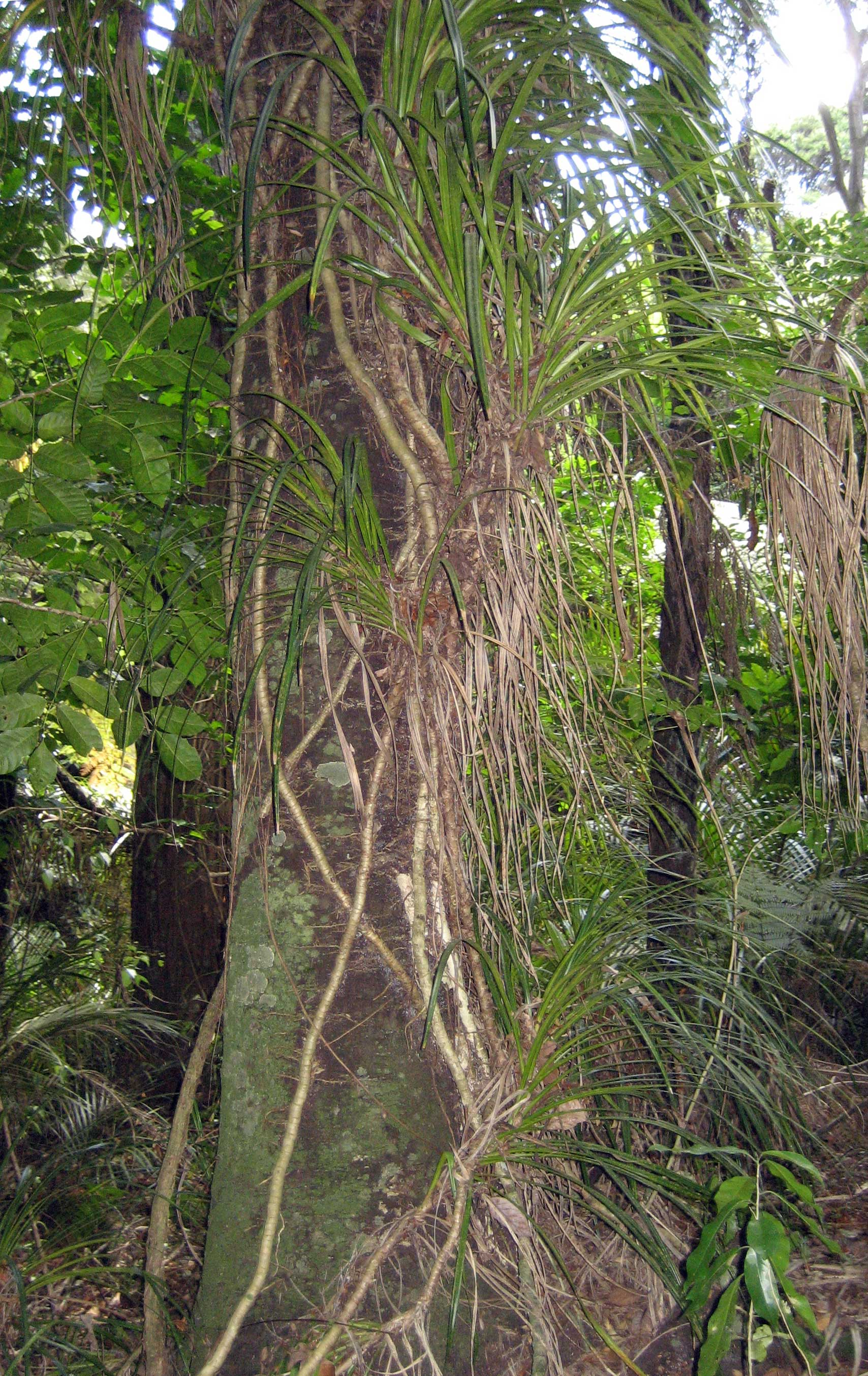
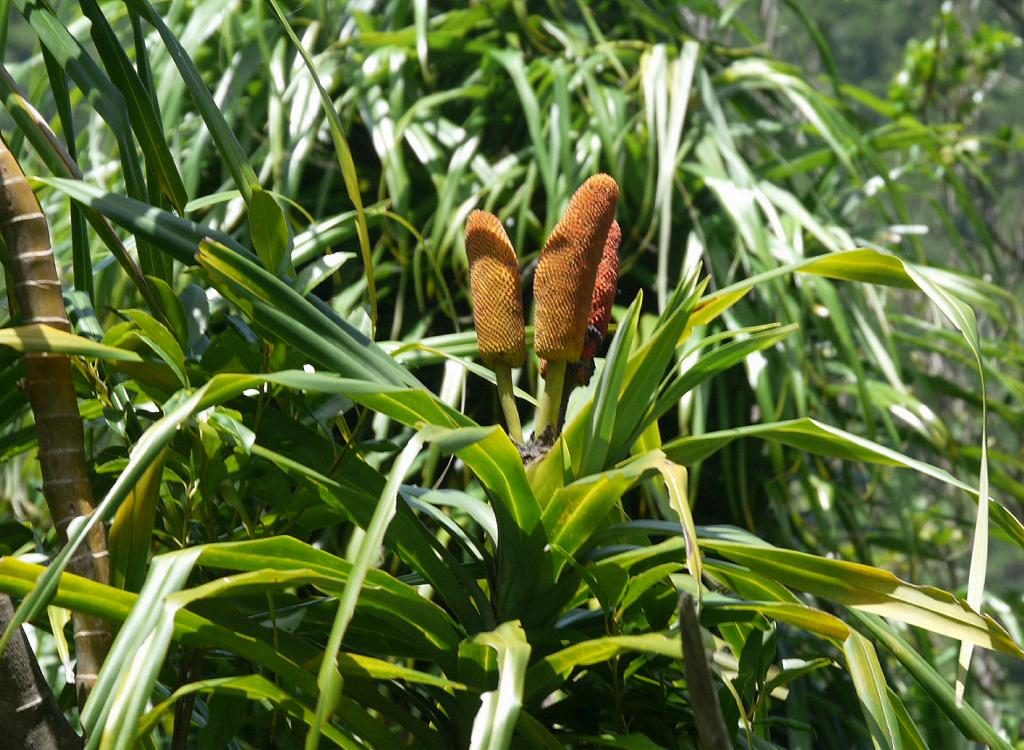
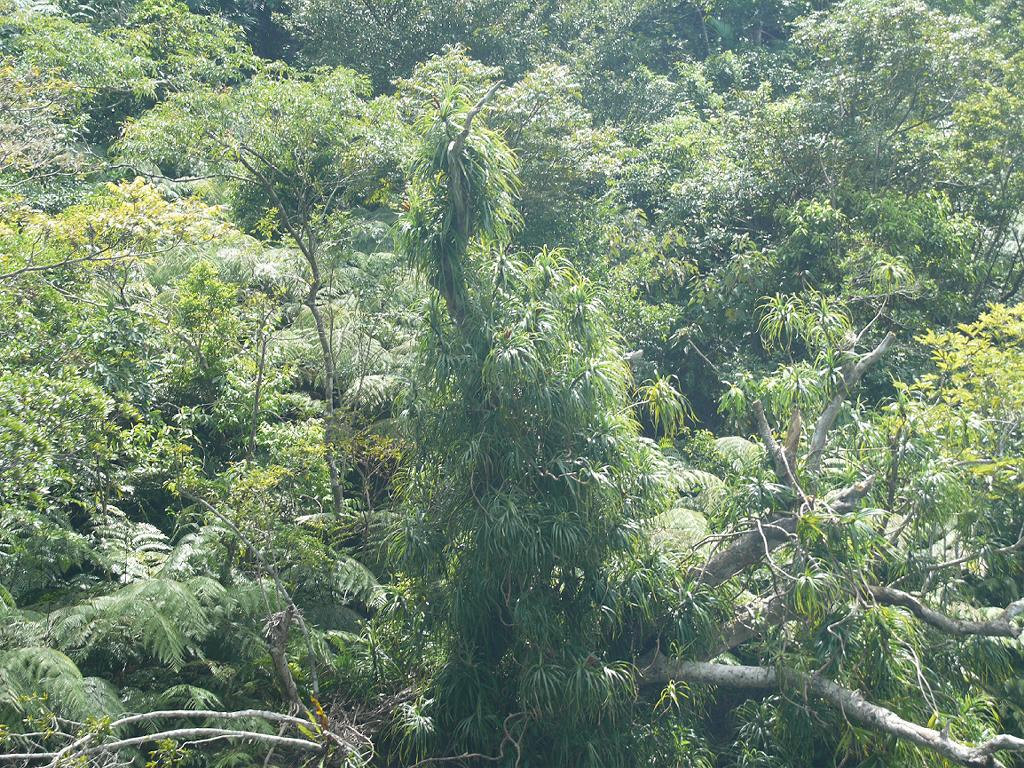

## Dottertaxa tillFreycinetia, i alfabetisk ordning[1]
- Freycinetia abbreviata
- Freycinetia acicularis
- Freycinetia acuta
- Freycinetia acutifolia
- Freycinetia admiraltiensis
- Freycinetia allantoidea
- Freycinetia amboinensis
- Freycinetia amoena
- Freycinetia ancistrosperma
- Freycinetia andajensis
- Freycinetia angakumiana
- Freycinetia angulata
- Freycinetia angusta
- Freycinetia angustifolia
- Freycinetia angustissima
- Freycinetia apayaoensis
- Freycinetia apoensis
- Freycinetia arborea
- Freycinetia archboldiana
- Freycinetia arfakiana
- Freycinetia aruensis
- Freycinetia atocensis
- Freycinetia awaiarensis
- Freycinetia backeri
- Freycinetia banksii
- Freycinetia bassa
- Freycinetia baueriana
- Freycinetia beccarii
- Freycinetia berbakensis
- Freycinetia bicolor
- Freycinetia biloba
- Freycinetia biroi
- Freycinetia bismarckensis
- Freycinetia boluboluensis
- Freycinetia bomberaiensis
- Freycinetia boninensis
- Freycinetia borneensis
- Freycinetia bosaviensis
- Freycinetia brachyclada
- Freycinetia brassii
- Freycinetia breviauriculata
- Freycinetia brevifolia
- Freycinetia brevipedunculata
- Freycinetia brevis
- Freycinetia bulusanensis
- Freycinetia candeliformis
- Freycinetia carnosa
- Freycinetia caudata
- Freycinetia celebica
- Freycinetia ceramensis
- Freycinetia chartacea
- Freycinetia ciliaris
- Freycinetia coagmentata
- Freycinetia cochleatisperma
- Freycinetia comptonii
- Freycinetia concinna
- Freycinetia concolor
- Freycinetia confusa
- Freycinetia coriacea
- Freycinetia corneri
- Freycinetia coxii
- Freycinetia craterensis
- Freycinetia creaghi
- Freycinetia crucigera
- Freycinetia cultella
- Freycinetia cumingiana
- Freycinetia curranii
- Freycinetia curvata
- Freycinetia cylindracea
- Freycinetia daymanensis
- Freycinetia decipiens
- Freycinetia delicata
- Freycinetia demissa
- Freycinetia devriesei
- Freycinetia dilatata
- Freycinetia discoidea
- Freycinetia dissita
- Freycinetia distigmata
- Freycinetia divaricata
- Freycinetia dubia
- Freycinetia elegantula
- Freycinetia ellipticifolia
- Freycinetia ensifolia
- Freycinetia erythrophylla
- Freycinetia erythrospatha
- Freycinetia erythrostigma
- Freycinetia excelsa
- Freycinetia falcata
- Freycinetia fergussonensis
- Freycinetia ferox
- Freycinetia fibrosa
- Freycinetia filifolia
- Freycinetia filiformis
- Freycinetia flaviceps
- Freycinetia forbesii
- Freycinetia formosana
- Freycinetia formosula
- Freycinetia funicularis
- Freycinetia fusifolia
- Freycinetia fusiformis
- Freycinetia gibbsiae
- Freycinetia gitingiana
- Freycinetia glaucescens
- Freycinetia glaucifolia
- Freycinetia glomerosa
- Freycinetia goodenoughensis
- Freycinetia graminea
- Freycinetia graminifolia
- Freycinetia granulata
- Freycinetia grayana
- Freycinetia hagenicola
- Freycinetia hemsleyi
- Freycinetia herzogensis
- Freycinetia hollrungii
- Freycinetia hombronii
- Freycinetia humilis
- Freycinetia hydra
- Freycinetia imbricata
- Freycinetia impudens
- Freycinetia inermis
- Freycinetia insignis
- Freycinetia insolita
- Freycinetia insueta
- Freycinetia insulana
- Freycinetia involuta
- Freycinetia jagorii
- Freycinetia jaheriana
- Freycinetia javanica
- Freycinetia kalimantanica
- Freycinetia kamialiensis
- Freycinetia kamiana
- Freycinetia kanehirae
- Freycinetia kartawinatae
- Freycinetia kaugelensis
- Freycinetia keyensis
- Freycinetia kinabaluana
- Freycinetia klossii
- Freycinetia koordersiana
- Freycinetia kopiagoensis
- Freycinetia kostermansii
- Freycinetia kuborensis
- Freycinetia kutubuana
- Freycinetia lacinulata
- Freycinetia laeta
- Freycinetia lagenicarpa
- Freycinetia lalokiensis
- Freycinetia lanceolata
- Freycinetia lateriflora
- Freycinetia latiauriculata
- Freycinetia latibracteata
- Freycinetia lauterbachii
- Freycinetia lenifolia
- Freycinetia lepida
- Freycinetia leptophylla
- Freycinetia leptostachya
- Freycinetia linearifolia
- Freycinetia linearis
- Freycinetia lombokensis
- Freycinetia longifolia
- Freycinetia longiramulosa
- Freycinetia lorifolia
- Freycinetia louisiadensis
- Freycinetia lucbanensis
- Freycinetia lucida
- Freycinetia lunata
- Freycinetia macrostachya
- Freycinetia madangensis
- Freycinetia manusensis
- Freycinetia marantifolia
- Freycinetia marginata
- Freycinetia mediana
- Freycinetia megacarpa
- Freycinetia membranacea
- Freycinetia merrillii
- Freycinetia microdonta
- Freycinetia micrura
- Freycinetia minahassae
- Freycinetia misimica
- Freycinetia modica
- Freycinetia monocephala
- Freycinetia monticola
- Freycinetia moratii
- Freycinetia morobeensis
- Freycinetia multiflora
- Freycinetia nakanaiensis
- Freycinetia naumannii
- Freycinetia negrosensis
- Freycinetia neoforbesii
- Freycinetia neoglaucescens
- Freycinetia nesiotica
- Freycinetia normanbyensis
- Freycinetia novobritannica
- Freycinetia novocaledonica
- Freycinetia novoguineensis
- Freycinetia novohibernica
- Freycinetia novopomeranica
- Freycinetia oblanceolata
- Freycinetia oblonga
- Freycinetia oblongifolia
- Freycinetia obtusiacuminata
- Freycinetia oraria
- Freycinetia oreophila
- Freycinetia palawanensis
- Freycinetia pallida
- Freycinetia panica
- Freycinetia papuana
- Freycinetia parviaculeata
- Freycinetia pauperata
- Freycinetia pectinata
- Freycinetia percostata
- Freycinetia peripiezocarpa
- Freycinetia perryana
- Freycinetia petiolacea
- Freycinetia philippinensis
- Freycinetia pinifolia
- Freycinetia plana
- Freycinetia pleurantha
- Freycinetia pluvisilvatica
- Freycinetia polystachya
- Freycinetia polystigma
- Freycinetia ponapensis
- Freycinetia pritchardii
- Freycinetia pseudoangustissima
- Freycinetia pseudograminifolia
- Freycinetia pseudohombronii
- Freycinetia pseudoinsignis
- Freycinetia pycnophylla
- Freycinetia radicans
- Freycinetia rapensis
- Freycinetia rectangularis
- Freycinetia regina
- Freycinetia reineckei
- Freycinetia relegata
- Freycinetia revoluta
- Freycinetia rhodospatha
- Freycinetia rigida
- Freycinetia rigidifolia
- Freycinetia robinsonii
- Freycinetia rossellana
- Freycinetia rubripedata
- Freycinetia runcingensis
- Freycinetia sachsenensis
- Freycinetia salamauensis
- Freycinetia santacruzensis
- Freycinetia sarasinorum
- Freycinetia sarawakensis
- Freycinetia scabrida
- Freycinetia scabripes
- Freycinetia scabrosa
- Freycinetia scandens
- Freycinetia schlechteri
- Freycinetia schraderensis
- Freycinetia scitula
- Freycinetia sclerophylla
- Freycinetia separata
- Freycinetia sepikensis
- Freycinetia setosa
- Freycinetia silvatica
- Freycinetia simulatrix
- Freycinetia sogerensis
- Freycinetia solomonensis
- Freycinetia spectabilis
- Freycinetia sphaerocephala
- Freycinetia spinellosa
- Freycinetia spinifera
- Freycinetia spiralis
- Freycinetia starensis
- Freycinetia stenodonta
- Freycinetia sterrophylla
- Freycinetia stonei
- Freycinetia storckii
- Freycinetia stricta
- Freycinetia subracemosa
- Freycinetia subulata
- Freycinetia sulcata
- Freycinetia sumatrana
- Freycinetia tafaensis
- Freycinetia takeuchii
- Freycinetia tarali
- Freycinetia tawadana
- Freycinetia tenella
- Freycinetia tenuifolia
- Freycinetia tenuis
- Freycinetia tessellata
- Freycinetia timorensis
- Freycinetia trachypoda
- Freycinetia undulata
- Freycinetia urvilleana
- Freycinetia walkeri
- Freycinetia warburgii
- Freycinetia webbiana
- Freycinetia verruculosa
- Freycinetia whitmorei
- Freycinetia vidalii
- Freycinetia vieillardii
- Freycinetia wilderi
- Freycinetia villalobosii
- Freycinetia winkleriana
- Freycinetia viriosa
- Freycinetia vitiensis
- Freycinetia woodlarkensis
- Freycinetia vulgaris